# Nikolai Gawrilowitsch Latyschew
Nikolai Gawrilowitsch Latyschew (russisch Николай Гаврилович Латышев; * 21. November 1913 in Moskau; † 18. Februar 1999 ebenda) war ein sowjetischer Fußballschiedsrichter. Bei seiner zweiten Teilnahme an einer Fußball-Weltmeisterschaft 1962 leitete er das Endspiel. Darüber hinaus leitete er acht Mal ein sowjetisches Pokalfinale.

## Werdegang
Zwischen 1931 und 1939 spielte er aktiv bei den Vereinen Elektrozavod Stalinez (Электрозавод Сталинец) und Kraftwerk Moskau sowie bis 1942 für Dynamo Moskau. Im damaligen Sowjetsystem war er dazu angehalten, zu Beginn seiner Spielerlaufbahn auch einen Schiedsrichterkurs zu belegen. Daher leitete er ab 1933 auch Partien der Moskauer Liga. Ab 1940 leitete er auch Spiele der höchsten sowjetischen Spielklasse.
1947 leitete sein erstes sowjetisches Pokalfinale. Bis einschließlich 1957 sollte er alle weiteren Sowjetpokalendspiele mit Ausnahme der Jahre 1949 und 1953 leiten. 1956 fand in der Sowjetunion kein Pokalwettbewerb statt. Damit leitete er innerhalb von elf Jahren acht Pokalfinales, was als Weltrekord anzusehen ist.
Seit 1952 war er auch als erster sowjetischer Schiedsrichter als FIFA-Schiedsrichter gemeldet. Seinen ersten größeren Einsatz fand er bei den Olympischen Spielen 1952 in Helsinki, wo er ein Spiel pfiff. Er leitete drei weitere Spiele, darunter das Spiel um die Bronze-Medaille zwischen Bulgarien und Indien, bei den Spielen 1956 in Melbourne. Möglicherweise hätte er auch das Finale leiten können, was aber nicht ging, da dort die Mannschaft der Sowjetunion – gegen Jugoslawien – antrat.
1957 fand er bei einem Spiel des noch jungen Europapokals der Landesmeister Verwendung.
1958 wurde er bei der Fußball-Weltmeisterschaft in Schweden zweimal als Schiedsrichter eingesetzt, darunter dem Spiel, in dem das von deren Star John Charles angeführte Wales den amtierenden Vizeweltmeister Ungarn mit 2:1 besiegte und damit bereits in der Vorrunde ausschaltete. In drei weiteren Partien fungierte er als Linienrichter.
Besonders konnte er sich bei der Fußball-Weltmeisterschaft 1962 in Chile profilieren. In dem für seine Schiedsrichterleistungen berüchtigten Turnier leitete das Spiel Italien gegen die Schweiz und das als schwierig betrachtete Match zwischen England und Argentinien, welches die Briten mit 3:1 gewannen, sowie das Viertelfinale zwischen der Tschechoslowakei und Ungarn. Bei diesem Spiel, das 1:0 für die Tschechoslowaken endete, blieb seine Nichtanerkennung eines Tores des Ungarn Lajos Tichy wegen Abseits umstritten. Bei einer weiteren Partie war er Linienrichter. Aufgrund der Qualität seiner Amtswaltung wurde er schließlich für das Finale zwischen Titelverteidiger Brasilien und der Tschechoslowakei ausgewählt, welches die Mannschaft aus Südamerika mit 3:1 für sich entschied. Seine Leistung blieb hier unbeanstandet und er wurde von der FIFA nach dem Turnier mit einer Goldenen Pfeife ausgezeichnet.
Bis zu seinem Karriereende 1963 im Alter von 50 Jahren leitete er insgesamt 30 Länderspiele und 192 Erstligaspiele. Mit Unterbrechung war er zwischen 1948 und 1983 auch Obmann der sowjetischen Schiedsrichter. Darüber hinaus war zwischen 1962 und 1984 über Jahre hinweg Mitglied des FIFA-Schiedsrichterkommittees. 1987 wurde er für seine Verdienste um das Schiedsrichterwesen von der FIFA noch einmal mit einer besonderen Silbernen Auszeichnung bedacht.
Hauptberuflich lehrte Latyschew, der den fortgeschrittenen akademischen Grad eines Kandidaten der Wissenschaften (unter der Promotion angesiedelt) hatte, am Moskauer Institut für Werkzeugmaschinenbau und bekam für seine Arbeit unter anderem den Orden des Roten Banners der Arbeit und den Ehrenorden der UdSSR (Орден Знак Почёта).

## Schreibweisen
In Listen können für Latyschew unter anderem neben der russischen Originalschreibung die folgenden Schreibweisen gefunden werden: Latishev, Latyshev, Latischew und Latisev.

## Statistik
- Fußball-Weltmeisterschaft: 1958 (2 Spiele / 3 × Linienrichter), 1962 (4 Spiele + 1 × Linienrichter)
  - Endspiel 1962: Brasilien – Tschechoslowakei 3:1
- Olympische Spiele: 1952 (1 Spiel), 1956 (2 Spiele)
- Fußballpokal der Sowjetunion / Endspiele: 1947, 1948, 1950, 1951, 1952, 1954, 1955, 1957
- Sowjetische Fußballliga: 192 Spiele